# Seo Min-jung
Seo Min-jung (Corea del Sur; 11 de julio de 1979) es una actriz surcoreana. 

## Carrera
Debutó durante el año 2000 como VJ en el programa de cable Music Under Heaven. 
Alcanzó la fama en el 2006 con el sitcom High Kick! (también conocida como "Unstoppable High Kick!") donde interpretó a Seo Min-jung, una profesora cuyo estudiante de escuela secundaria se ha enamorado de ella.

## Vida privada
Después de casarse con el dentista coreano-americano Ahn Sang-hoon, el 25 de agosto de 2007, se retiró del mundo del espectáculo y emigró a la Ciudad de Nueva York donde dio a luz a una niña, a la cual llamaron Ahn Yae-jin, en 2008.

## Filmografía

### Series de televisión
| Año         | Título                | Personaje    |
| ----------- | --------------------- | ------------ |
| 2002        | Honest Living         |              |
| 2005        | That Summer's Typhoon |              |
| 2006        | Love and Ambition     |              |
| 2006 - 2007 | High Kick!            | Seo Min-jung |

### Cine
| Año  | Título      | Personaje                   | Notas |
| ---- | ----------- | --------------------------- | ----- |
| 2005 | Jenny, Juno |                             |       |
| 2007 | Arctic Tale | narración (doblaje coreano) |       |

### Espectáculo de variedades
| Programa            | Red  | Ref.  |
| ------------------- | ---- | ----- |
| Music Under Heaven  | NTV  |       |
| Hotline School      | Mnet |       |
| Curiosity Paradise  | SBS  |       |
| Section TV          | MBC  |       |
| King of Mask Singer | MBC  | [ 4 ] |
| Radio Star          | MBC  |       |

## Premios
| Año  | Premio                  | Categoría                        | Nominación            |
| ---- | ----------------------- | -------------------------------- | --------------------- |
| 2005 | SBS Drama Awards        | Premio Especial para la Radio    | Our Joyful Young Days |
| 2007 | Mnet 20's Choice Awards | Mejor Beso junto a Choi Min-yong | High Kick!            |